# 無声そり舌破裂音
無声そり舌破裂音（むせい そりじた はれつおん）は子音の種類の一つ。硬口蓋に舌をそらせて閉鎖を作って開放することによって起こる破裂の音。国際音声記号では、[ʈ]、IASTでは ṭ と記述される。

## 特徴
- 気流の起こし手 - 肺臓からの呼気。
- 発声 - 声帯の振動を伴わない無声音。
- 調音
  - 調音位置 - 持ち上げられた舌尖と歯茎後部によるそり舌音。
  - 調音方法
    - 口腔内の気流 - 舌の中央の隙間を気流が通る中線音。
    - 調音器官の接近度 - 完全な閉鎖を作り、一気に開放することによって生じる破裂音。
    - 口蓋帆の位置 - 口蓋帆を持ち上げて鼻腔への通路を塞いだ口音。

## 言語例
- 印欧語族
  - スウェーデン語: rt
  - ヒンディー語: ट - टापू [ʈɑpu] 島
  - シンハラ語: ට
- ベトナム語 フエ方言 - tr ※標準語では [t͡ɕ] (日本語チ・チャ・チュ・チョの子音)で発音される音
- タミル語: ட (ṭa)